# 키노시타 사야카
키노시타 사야카(일본어: 木下 紗華 きのした さやか[*], 1981년 7월 21일 ~ )는 일본의 여성 성우. 지바현 출신. 켄유 오피스 소속.

## 출연 작품

### 애니
- 괴물왕녀 - 어머니
- 금색의 갓슈 - 여학생
- 나의 히어로 아카데미아 - 미르코, 편집장, 히어로 공안위원회 위원장
- 나의 히어로 아카데미아 6기 - 미르코
- 내일의 나쟈 - 제비의 동생
- 넷 고스트 피포파 - 무라타키 에리코, 유키가야 하나요, 메모링, 오퍼레이터, DF직원 교환수
- 더 라스트 오브 어스 - 라미레즈
- 데이즈 곤 - 리키 파틸
- 도라 디 익스플로러 - 엄마, 박쥐, 고래, 게, 엄마 게, 헬레나, 프란츠 외
- 마법소녀 리리컬 나노하 - 마키하라 아이
- 몬스터vs에일리언
- 머메이드 멜로디 피치피치핏치
- 보더랜드 3 - 마야
- 부기팝은 웃지 않는다 - 키스키 마키코
- 뿌까 - 뿌까
- 산리오 남자 - 세이치로의 어머니
- 소년탐정 김전일R - 시키부 요코
- 스트로베리 패닉 - 켄조 카나메
- 스모모모모모모 ~지상 최강의 신부~ - 유카
- 오버워치 - 아테나
- 에그엔젤 코코밍 - 타마샤인
- 은하영웅전설 Die Neue These - 제시카 에드워즈
- 원피스 - 모로론
- 왕좌의 게임 - 세이,기리
- 제로의 사역마 - 여기사, 프리터
- 체브라시카
- 카라쿠리 서커스 - 나야 스틸
- 코드 료코 - 이시야마 유미
- 파이널 판타지 XV - 겐 티아나
- 푸루룽! 시즈쿠짱 - 차이타 왕자
- 포켓몬스터 썬&문 - 루자미네
- 프리큐어 시리즈
  - 프리큐어 Max Heart - 아리사의 형, 격투관의 여자 선수
  - 딜리셔스 파티♡프리큐어 - 세크레토르
- 프린세스 츄츄 - 와니코
- 피카이아! - 이루마 대통령
- 호라이즌 제로 던
- 헤비 레인 - 로렌 윈터
- BIRDIE WING -Golf Girls' Story- - 클라인 클라라

### 외화
- 007 스카이폴 - 플로팅 드래곤 캐쉬어(예니스 청)
- 그레이트 화이트 - 카즈(카트리나 보든)
- 기황후 - 기승냥(하지원)
- 꽃미남 라면가게 - 강동주(김예원)
- 나쁜남자 - 홍모네(정소민)
- 난폭한 로맨스 - 유은재(이시영)
- 남자가 사랑할 때 - 서미도(신세경)
- 내 머리속의 지우개 - 정은(선지현)
- 더 워드 - 크리스틴(앰버 허드)
- 램페이지 - 케리 앳킨스(말리 셸턴)
- 리얼 스틸 - 파라 렘코바(올가 폰다)
- 마블 시네마틱 유니버스
  - 데어데블 - 캐런 페이지(데버라 앤 월)
  - 제시카 존스 - 트리시 워커(레이첼 테일러)
  - 루크 케이지 - 트리시 워커(레이첼 테일러)
  - 디펜더스 - 트리시 워커(레이첼 테일러)
- 마사 마시 메이 마릴린 - 마샤(엘리자베스 올슨)
- 마이걸 - 김세현(박시연)
- 명탐정 피카츄 - 뮤츠
- 미녀 삼총사 - 사비나 윌슨(크리스틴 스튜어트)
- 섀도우 헌터스: 뼈의 도시 - 클래리(릴리 콜린스)
- 서던 리치: 소멸의 땅 - 조시 리데크(테사 톰슨)
- 세상 어디에도 없는 착한남자 - 한재희(박시연)
- 소셜 네트워크 - 아멜리아 리터(다코타 존슨)
- 스물다섯 스물하나 - 나희도(김태리)
- 승리호 - 장선장(김태리)
- 아메리칸 울트라 - 피비 라슨(크리스틴 스튜어트)
- 아이 필 프리티 - 말로리(에밀리 라타이코프스키)
- 어글리 베티 - 킴벌리(린제이 로한)
- 언더워터 - 윌리엄 유뱅크(크리스틴 스튜어트)
- 에덴의 동쪽 - 어린 신명훈(원덕현)
- 워 독 - Iz(아나 데 아르마스)
- 유아 낫 유 - 벡(에미 로섬)
- 옥중화 - 민동주(김윤경)
- 일년에 열두남자 - 나미루(윤진서)
- 일지매 - 변은채(한효주)
- 천사의 유혹 - 주아란(이소연)
- 추격자 - 김미진(서영희)
- 킹스맨: 골든 서클 - 클라라 폰 글루크페르크(파피 델레바인)
- 택시 드라이버 - 아이리스(조디 포스터) ※ 소프트웨어 버전
- 테이큰 - 시라(홀리 밸런스)
- 텍사스 전기톱 연쇄살인사건 3D - 헤더 밀러(알렉산드라 다다리오)
- 트랜스포머: 최후의 기사 - 쿠인테사(젬마 찬)
- 트와일라잇 시리즈 - 이사벨라 스완(크리스틴 스튜어트) ※ 소프트웨어 버전
- 프리다 - 프리다 칼로(셀마 헤이엑) ※ Netflix 버전
- 플라이 미 투 더 문 - 이자벨(다이앤 크루거)
- 해운대 - 김희미(강예원)
- R2B: 리턴 투 베이스 - 유세영(신세경)

### 게임
- GRAVITY RUSH, GRAVITY RUSH 2 - 레이븐
- 바이오하자드 빌리지 - 마더 미란다
- 피리스의 아틀리에 ~신비한 여행의 연금술사~ - 에델 한크슈타인